# Vladimir Sofronitskij

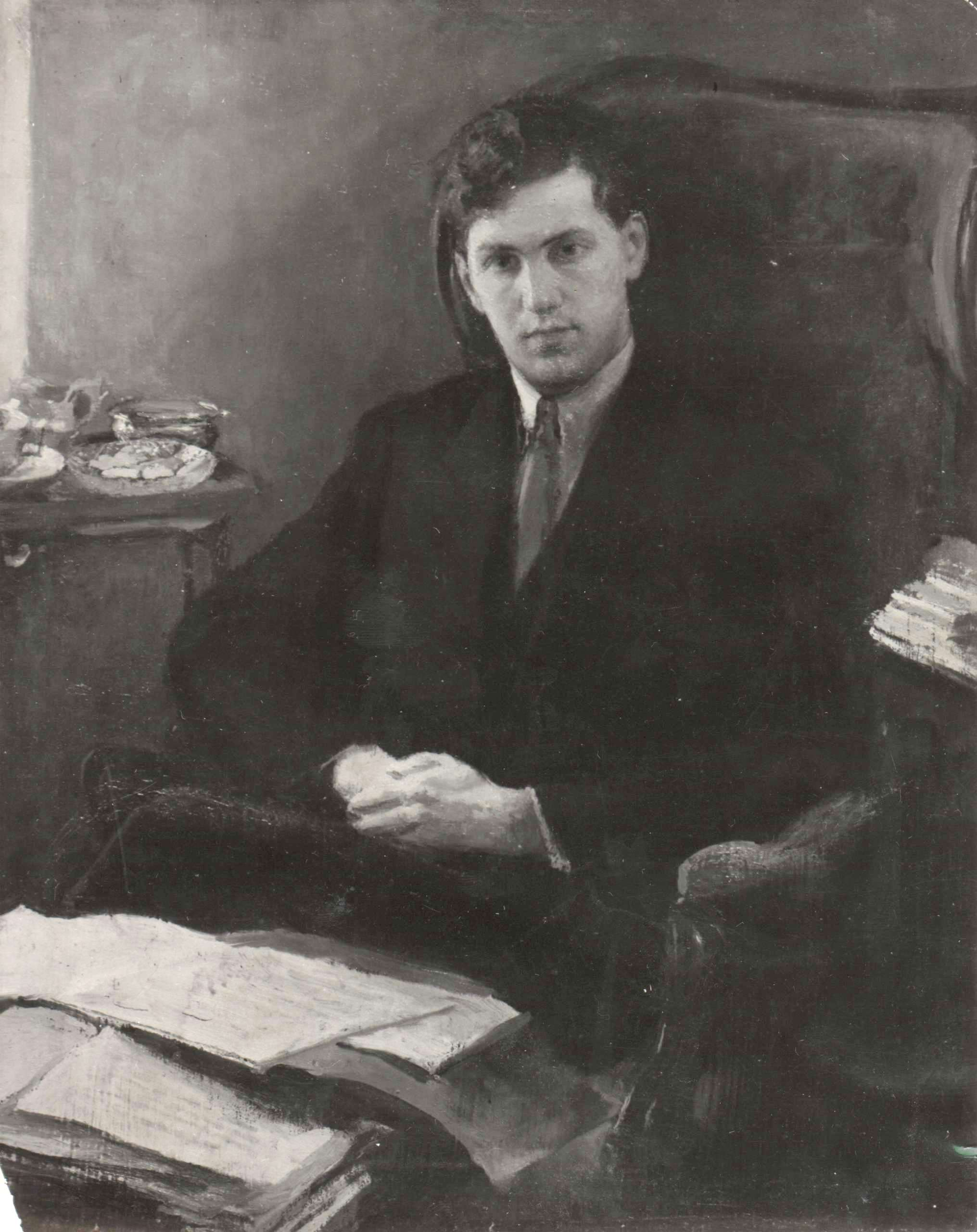
Vladimir Sofronitskij (1928)

Vladimir Sofronitskij (ryska: Владимир Владимирович Софроницкий), född 8 maj 1901, död 26 augusti 1961 var en rysk pianist, framför allt känd för sina tolkningar av musik av Aleksandr Skrjabin.